# 持参金
持参金（じさんきん）または結納金（ゆいのうきん）とは、結婚（結納）の際、配偶者を与える側が貰う側に払う財産、およびそうした風習のこと。婿から嫁の場合には婚資（こんし）、嫁から婿の場合には嫁資（かし）と呼び分ける。日本の場合、持参金は嫁から婿に払うものを指し、婿から嫁に払うものを結納金と呼ぶ。こうしたやりとりは世界的に見られる。
本項では嫁から婿に支払われるものについて説明する。婿から嫁に支払われるものについては婚資を参照。

## アジア

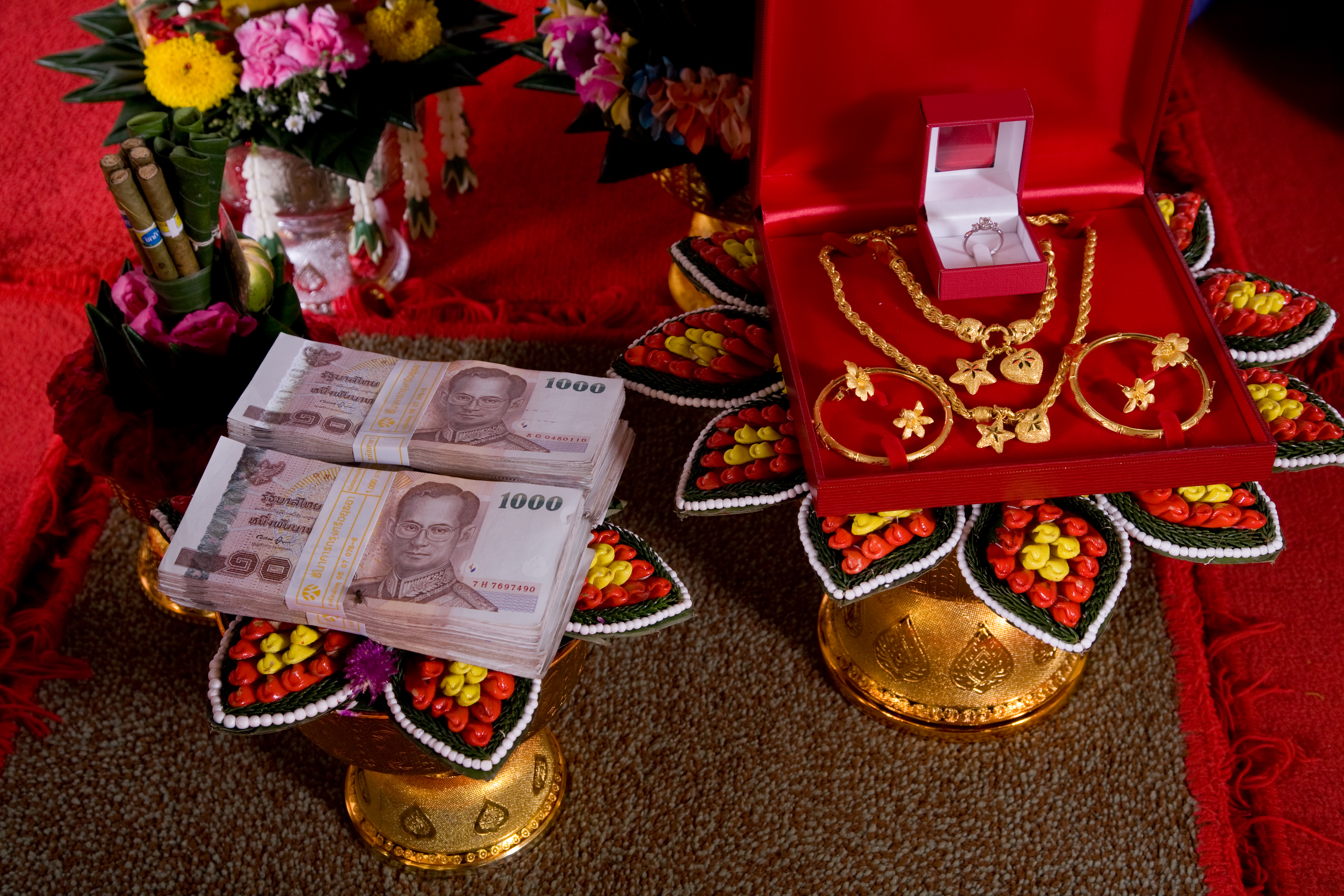
タイの持参金

### 日本
裕福な家庭の女性が貧しい男性の家に嫁入りするときに、持参金を用意する習慣がある。結納が男性側のみの負担であるのに対し（結納金）、持参金は女性側のみが負担する。女性側が男性側から結納で受け取った金銭をそのまま持参することもある。女性皇族が結婚で皇籍離脱する際の「一時金」（皇室経済法第6条に基づく皇族費の一部）が典型。

### インド
インドでは、女性側が多大な持参金の負担をする習慣があり、「ダヘーズ」と呼ばれる。ダヘーズには、貨幣以外の価値のある物品（貴金属類、電化製品、不動産など）を含める場合もある。
ダヘーズを受け取った男性側が、妻となった女性を虐待して実家に送り返す（女性側は持参の物品をただ丸ごと取られることになる）、という事件がしばしば起こり、社会問題となっている。

## ヨーロッパ
下記いずれも政治史・宗教史上の例であり、現代では見られなくなった。
- 女性側が持参金を用意する習慣は、古代ギリシアや古代ローマからみられた。なお、ギリシアでは男性側も結納のような持参金を用意した。
  - 庶民など、持参金を用意できない女性は条件の良い結婚をすることが難しかった。そのため、貧しい未婚女性に持参金を寄付することは慈善活動と考えられた。聖ニコラオス伝には、結婚に際して持参金を用意できない貧しい姉妹の住む家に、聖ニコラオスが金貨の入った3つの袋をこっそりと投げ込んだ、という記述があり、サンタクロースが靴下にプレゼントを入れていく、という伝承のもとになっている。
- 女性が修道院に入る際、「神の妻となる」という考えから、持参金を修道院に収める習慣があった。
- 近世の王族の婚礼においては、男性側の家格が高いほど、持参金の額が大きくなる傾向にあった。持参金の内容は新郎新婦の両家で相談して決めた。規定された持参金が用意できない場合は結婚が破棄される理由ともなった。
  - ポルトガルのカタリナ王女が、イングランドのチャールズ2世のもとに輿入れする際は、インドのボンベイ（現ムンバイ）と北アフリカのタンジールを持参金とした。
- イギリスではヴィクトリア朝時代まで持参金の習慣があり、女性が両親から受け取る遺産の前払いという性質があった。夫婦が子なくして没すると、持参金は妻の実家に戻された。